# Échenevex
Échenevex är en kommun i departementet Ain i regionen Auvergne-Rhône-Alpes i östra Frankrike. Kommunen ligger  i kantonen Gex som ligger i arrondissementet Gex. Kommunens areal är 16,44 km². År 2022 hade Échenevex 2 227 invånare.

## Befolkningsutveckling
Antalet invånare i kommunen Échenevex
Referens: INSEE